# Ginástica artística nos Jogos Pan-Americanos de 2023 - Barra fixa
A final de barras paralelas da ginástica artística nos Jogos Pan-Americanos de 2023 foi realizada no dia 25 de outubro, no Centro de Esportes Coletivos, em Santiago, no Chile.

## Resultados

### Qualificatória
| Pos. | Ginasta                | Nota D | Nota E | Pen. | Total  | Qual. |
| ---- | ---------------------- | ------ | ------ | ---- | ------ | ----- |
| 1    | Bernardo Miranda       | 5.300  | 8.866  |      | 14.166 | Q     |
| 2    | Arthur Nory Mariano    | 5.600  | 8.500  |      | 14.100 | Q     |
| 3    | Diogo Soares           | 5.500  | 8.533  |      | 14.033 | –     |
| 4    | Cameron Bock           | 5.200  | 8.600  |      | 13.800 | Q     |
| 5    | Colt Walker            | 5.200  | 8.466  |      | 13.666 | Q     |
| 6    | Yuri Guimarães         | 5.000  | 8.600  |      | 13.600 | –     |
| 7    | Audrys Nin Reyes       | 5.400  | 8.166  |      | 13.566 | Q     |
| 8    | René Cournoyer         | 5.300  | 8.200  |      | 13.500 | Q     |
| 9    | Curran Phillips        | 5.800  | 7.633  |      | 13.433 | –     |
| 10   | Donnell Whittenburg    | 5.100  | 8.266  |      | 13.366 | –     |
| 11   | Luca Alfieri           | 4.900  | 8.400  |      | 13.300 | Q     |
| 11   | William Émard          | 4.900  | 8.400  |      | 13.300 | Q     |
| 13   | Isaac Núñez            | 5.100  | 8.133  |      | 13.233 | R1    |
| 14   | Andres Martínez Moreno | 5.400  | 7.766  |      | 13.166 | R2    |
| 15   | Diorges Escobar        | 4.900  | 8.200  |      | 13.100 | R3    |

### Final
| Pos.              | Ginasta                 | Nota D | Nota E | Pen. | Total  |
| ----------------- | ----------------------- | ------ | ------ | ---- | ------ |
| Medalha de ouro   | BRA Arthur Nory Mariano | 5.7    | 8.633  |      | 14.333 |
| Medalha de prata  | BRA Bernardo Miranda    | 5.3    | 8.833  |      | 14.133 |
| Medalha de bronze | CAN René Cournoyer      | 5.3    | 8.766  |      | 14.066 |
| 4                 | USA Cameron Bock        | 5.2    | 8.566  |      | 13.766 |
| 5                 | USA Colt Walker         | 5.2    | 8.466  |      | 13.666 |
| 6                 | ARG Luca Alfieri        | 4.8    | 8.233  |      | 13.033 |
| 7                 | DOM Audrys Nin Reyes    | 5.0    | 7.266  |      | 12.266 |
| 8                 | CAN William Émard       | 4.4    | 7.400  |      | 11.800 |